# Gnash (cantante)
Gnash, pseudonimo di Garrett Charles Nash (Los Angeles, 16 giugno 1993), è un cantautore, musicista e rapper statunitense.
Pubblicò il primo EP u, nel marzo 2015 su SoundCloud seguito dal successivo EP me, nel dicembre 2015. Il suo terzo EP, intitolato us, uscì nel marzo 2016 con incluso il singolo di successo i hate u, i love u, insieme ad Olivia O'Brien, il quale raggiunse la decima posizione nella classifica di Billboard Hot 100 e raggiunse la posizione numero uno in Australia.

## Carriera
Gnash cominciò ad esibirsi all'età di 13 anni. Prima che scrivesse la sua propria musica fece il DJ per una scuola superiore durante le feste ed i balli scolastici. Cominciò a produrre cover di canzoni dopo il college. Gnash ha discendenze inglesi e norvegesi.
Gnash citò Death Cab For Cutie, The Postal Service, e Jack Johnson nella sua influenza musicale.

## Discografia

### EP
| Titolo | Dettagli                                                    | Posizione massima | Posizione massima | Posizione massima |
| Titolo | Dettagli                                                    | US                | AUS               | DEN               |
| ------ | ----------------------------------------------------------- | ----------------- | ----------------- | ----------------- |
| U      | - Rilasciato: 15 marzo, 2015 - Formato: Digital download    | —                 | —                 | —                 |
| Me     | - Rilasciato: 25 dicembre, 2015 - Formato: Digital download | —                 | —                 | —                 |
| Us     | - Rilasciato: 25 marzo, 2016 - Formato: Digital download    | 46                | 93                | 32                |

### Album in studio
- 2019 – We

### Singoli
- 2015 – Daydreams (feat. Julius)
- 2015 – Fuck Me Up
- 2015 – That One Song (feat. Goody Grace)
- 2015 – Feelings Fade (feat. Rkcb)
- 2015 – ILUSM
- 2016 – i hate u, i love u (feat. Olivia O'Brien)
- 2016 – Something
- 2016 – Home (feat. Johnny Yukon)
- 2017 – Lonely Again
- 2017 – I Could Change Your Life
- 2017 – Stargazing (feat. Vancouver Sleep Clinic)
- 2017 – Belong (feat. DENM)
- 2017 – Superlit (con Imad Royal)
- 2018 – The Broken Hearts Club
- 2018 – Imagine If
- 2018 – Nobody's Home

### Collaborazioni
- 2016 – Come Back (Kidswaste feat. Gnash)
- 2016 – Two Shots (Goody Grace feat. Gnash)
- 2016 – Lights Down Low (MAX feat. Gnash)
- 2017 – Beautiful Problem (Mod Sun feat. Gnash)
- 2017 – Kiss Fight (Tülpa & Banks feat. Gnash)
- 2018 – It's the weekend (Kovacs feat. Gnash)

## Tour
- The U, Me & Us Tour (2016; Nord America)
- The U, Me & Us Tour (2017; Europa)
- The Sleepover Tour (2017; Nord America)